# Prefectura Elida
Elida (greacă Ηλεία - Ileía) este o prefectură greacă. Reședința sa este orașul Pyrgos.

## Municipalități și comunități
| Municipalitate | Cod YPES | Reședință (dacă e diferită) |
| -------------- | -------- | --------------------------- |
| Alifeira       | 1701     | Kallithea                   |
| Amaliada       | 1702     |                             |
| Andravida      | 1703     |                             |
| Andritsaina    | 1704     |                             |
| Olympia        | 1705     |                             |
| Figaleia       | 1720     | Nea Figaleia                |
| Foloi          | 1721     | Lalas                       |
| Gastouni       | 1709     |                             |
| Iardanos       | 1711     | Vounargo                    |
| Kastro-Kyllini | 1712     | Kyllini                     |
| Lampeia        | 1713     |                             |
| Lasiona        | 1714     | Panopoulo                   |
| Lechaina       | 1715     |                             |
| Oleni          | 1722     | Karatoulas                  |
| Pineia         | 1716     | Simopoulo                   |
| Pyrgos         | 1717     |                             |
| Skillounta     | 1718     | Krestena                    |
| Tragano        | 1719     |                             |
| Vartholomio    | 1706     |                             |
| Volakas        | 1708     | Epitalio                    |
| Vouprasia      | 1707     | Varda                       |
| Zacharo        | 1710     |                             |